# Synopsidia
Synopsidia là một chi bướm đêm thuộc họ Geometridae.